# 鸊鷉屬
鸊鷉屬（又作屬）在动物分类学上是鸟纲䴙䴘目鸊鷉科中的一个属。广泛分布在欧洲、亚洲、北美洲和南美洲，多数北半球的鸊鷉屬鸟类都是候鸟。
主要在淡水湖区域繁殖，在水边筑巢，是游泳和潜水的好手，以鱼为食。一般下两枚蛋。
雄鸟和雌鸟颜色区别不大。

## 分类
大约包括9种：
- 赤頸鸊鷉 Podiceps grisegena
- 鳳頭鸊鷉 Podiceps cristatus
- 角鸊鷉 Podiceps auritus
- 黑頸鸊鷉 Podiceps nigricollis
- 哥倫比亞鸊鷉 Podiceps andinus - 已灭绝（1977年）
- 大鸊鷉 Podiceps major
- 銀鸊鷉 Podiceps occipitalis
- 秘魯鸊鷉 Podiceps taczanowskii
- 阿根廷鸊鷉 Podiceps gallardoi